# Lithacodia indeterminata
Lithacodia indeterminata är en fjärilsart som beskrevs av Barnes och Mcdunnough 1918. Lithacodia indeterminata ingår i släktet Lithacodia och familjen nattflyn. Inga underarter finns listade i Catalogue of Life.